# Manchuria Aviation Company
Die Manchuria Aviation Company (jap. 満州航空株式会社, romaji Manshū kōkū kabushikigaisha, kurz: MKKK; Pinyin Mǎnzhōu Hángkōng Zhūshì Huìshè; chinesisch 滿洲航空股份公司 / 满洲航空股份公司, Pinyin Mǎnzhōu Hángkōng Gǔfèn Gōngsī; deutsch Mandschurische Luftfahrt-Aktiengesellschaft) war die nationale Fluggesellschaft von Mandschukuo und bot Flugverbindungen innerhalb der Mandschurei an.

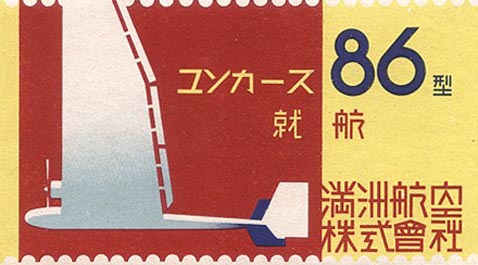
Gepäckschein der Fluggesellschaft

## Geschichte
Die Gesellschaft wurde im August 1932 als halbstaatliche Gesellschaft gegründet. Sie war anfangs auch für den Betrieb der Luftfahrtinfrastruktur am Boden verantwortlich, bis diese 1939 vom Verkehrsministerium übernommen wurde, um diese besser an militärischen Bedürfnissen auszurichten. Die Gesellschaft war von Beginn an stark auf militärische Anforderungen ausgerichtet. Mit der sowjetischen Invasion der Mandschurei im August 1945 wurde die Gesellschaft wie alle staatlichen Institutionen aufgelöst, das Fluggerät von der Sowjetunion und den einrückenden Truppen der chinesischen Zentralregierung unter der Kontrolle der KMT konfisziert.

## Streckennetz
Das Drehkreuz der Gesellschaft befand sich in Hsinking (heute: Changchun), sie betrieb 1939 ein Streckennetz von 16070 km Länge (gegenüber 2655 km der Gründung 1932). 1939 wurden auch internationale Verbindungen nach Peking und Seoul aufgenommen, 1940 auch nach Tokio, von wo aus auch Anschlüsse an das Netz der Imperial Japanese Airways verfügbar waren.
Der Flugplan umfasste im Oktober 1940 folgende Routen:
- Mukden–Jinzhou–Peking
- Mukden–Chengde–Peking
- Mukden–Huanren–Dunhua–Ji’an–Andong–Sinyen–Dalian
- Dalian–Mukden–Xinjing–Harbin–Jiamusi
- Xinjing–Dunhua–Chungkiangchen
- Xinjing–Yanji–Tumen–Hunchun
- Mudanjiang–Tumen–Seishin
- Xinjing–Tongliao–Kailu–Lindong–Linxi–Chifeng–Chengde
- Xinjing–Mudanjiang–Suifenhe–Dongning
- Xinjing–Baicheng–Qiqihar–Hailar–Manjur
- Harbin–Bei’an–Sunwu–Heihe–Nenjiang–Qiqihar–Harbin
- Harbin–Mudanjiang
- Fujin–Baoqing–Jiamusi
- Mudanjiang–Pantsaiho–Mishan–Fotou–Raohe–Tongjiang–Fujin
- Harbin–Tonghe–Ilan–Jiamusi–Fujin
- Jiamusi–Luobei–Fujin–Tongjiang–Raohe
- Tongjiang–Fuyuan
- Jiamusi–Fushan–Wuyun–Sunwu–Heihe–Huma–Oupu–Mohe
- Baoqing–Mishan
- Xinjing–Mukden–Keija
- Chengde–Zhangjiakou–Datong–Houhou–Baotou
- Peking–Tianjin–Dalian

## Flotte
- 01   Clark GA-43 Transport
- 12 De Havilland DH.80A Puss Moth
- 15 De Havilland DH.80A Manko
- 01  De Havilland DH.85 Leopard Moth
- 02  Fokker F.VIIb-3m/M
- 02  Heinkel He 116A
- 10 Junkers Ju 86Z-1
- 10 Junkers Ju 86Z-2
- 30 Manshu MT-1 Hayabusa
- 15 Messerschmitt Bf 108D Taifun
- 10 Mitsubishi Ki-57 Topsi
- 12 Nakajima Ki-34 Thora
- 01+ Tachikawa Ki-54 Hickory[2]